# Tatort: Cash
Cash ist ein Fernsehfilm aus der Krimireihe Tatort. Der vom WDR produzierte Beitrag ist die 1262. Tatort-Episode und wurde am 18. Februar 2024 im SRF, im ORF und im Ersten ausgestrahlt. Das Team aus Dortmund ermittelt – es ist der 25. Fall von Faber, der 13. und zugleich letzte von Jan Pawlak sowie der 7. von Rosa Herzog. 

## Handlung
Jan Pawlak verbringt viel Zeit im Wettbüro Mutluluk. Mit dem Betreiber des Wettbüros, Alkim Celik, und seiner Familie verbindet ihn eine Freundschaft. Alkim Celik leiht Pawlak immer wieder Geld für seine Wetten. 
Lukas Becker, Schwager der Celiks und Teilzeitmitarbeiter im Wettbüro, wird tot in seiner Wohnung aufgefunden. Am Tatort treffen die Ermittler auf Sebastian Haller, den alten und neuen Leiter der Kriminaltechnik. Faber, der Haller für verantwortlich am Tod seiner Kollegin Martina Bönisch hält, und Haller haben schnell eine heftige Auseinandersetzung. 
Dafür, dass Lukas Becker soziale Unterstützung erhält, lebte er auf großem Fuß. Er hat regelmäßig gewettet, dabei immer wieder sichere Tipps gehabt und größere Geldbeträge gewonnen. An der Wand seines Wohnzimmers hängt das signierte Trikot des Fußballspielers Denis Ritter.
Das Wettbüro Mutluluk gehört der Dortmunder Unterweltgröße Tarim Abakay. Die Dortmunder Polizei konnte Abakay nie dingfest machen. Inzwischen besitzt er den Fußballverein TUS Hörde, dem er sich intensiv widmet. 
Jan Pawlak vernachlässigt seinen Dienst bei der Mordkommission, verschuldet sich immer stärker und gibt Alkim Celik einen Tipp über eine Verkehrskontrolle. Mit seinen Kollegen Peter Faber, der nicht mehr Chef der Mordkommission in Dortmund ist, und Rosa Herzog, die kommissarisch die Leitung übernommen hat, bekommt er wegen seines Fehlens im Dienst Probleme. Immer größer werden auch seine Probleme mit seiner Schwiegermutter, die inzwischen das Sorgerecht für seine Tochter Mia hat.
Hauptkommissar Faber sucht immer wieder Abakay auf dem Gelände des TUS Hörde auf. Dabei bemerkt er, wie Jan Pawlak mit Abakay spricht.
Staatsanwalt Matuschek holt Faber, Herzog und Pawlak zu einem Treffen mit Kriminalhauptkommissarin Ira Klasnić, die verdeckt gegen Abakay ermittelt. Pawlak wurde als verdeckter Ermittler bei Abakay eingeschleust, Klasnić ist seine VE-Führerin. Matuschek möchte Abakay Geldwäsche nachweisen, die dieser mit seinen Wettbüros betreibt.
Bei den Ermittlungen im Todesfall von Lukas Becker gerät Denis Ritter ins Visier der Ermittler. Dieser konnte Spielschulden immer wieder mit hohen Wetterlösen ausgleichen. Offensichtlich hat er Fußballspiele manipuliert, an denen er als Spieler beteiligt war. Bei einem dieser Spiele hat auch der Torhüter Steffen Fehling unerklärliche Fehler gemacht. Wenig später wird Denis Ritter erschlagen aufgefunden.
Ira Klasnić und Jan Pawlak setzen Alkim Celik und seine Familie unter Druck. Dies führt zu der Festnahme der Frau, die immer wieder hohe Summen in den Wettbüros setzte und damit das Geld wusch. Bei forensischen Untersuchungen an der Leiche von Denis Ritter wird festgestellt, dass der Täter einen großen Ring getragen haben muss, wie auch Tarim Abakay. Zudem wird bei der Leiche DNA des Leibwächters von Abakay gefunden. Faber bewegt den Leibwächter durch eine List zur Aussage gegen Abakay. Dieser wird auf dem Trainingsgelände seines Fußballvereins festgenommen. 
Rosa Herzog nimmt noch einmal den Torhüter Steffen Fehling unter die Lupe. Fehling hat mit kleinem Gehalt auf großem Fuß gelebt. Er gesteht schließlich, Lukas Becker im Streit um die Schiebungen niedergeschlagen zu haben.
Jan Pawlak quittiert seinen Dienst und holt seine Tochter mit dem Auto ab. Diese wirft das Handy aus dem Fenster des Wagens und sie brechen auf, Mias Mutter in Sevilla zu suchen. Am Ende treffen Faber, Herzog und Klasnić im Polizeipräsidium aufeinander.

## Hintergrund
Der Film wurde vom 21. Februar 2023 bis zum 22. März 2023 in Dortmund, Köln und Umgebung gedreht. Die Premiere fand am 2. Dezember 2023 auf dem Kinofest Lünen statt. Es ist der letzte Fall für Rick Okon in der Rolle des Jan Pawlak.

## Rezeption

### Kritiken
Rainer Tittelbach von Tittelbach.tv schrieb: „Autor Jürgen Werner […] hat KTU-Kotzbrocken Haller zurückgeholt und einen weiteren Lieblingsfeind von Faber, der mal wieder in seinem provokant-sarkastischen Element ist, und nach einer Filmstunde sorgt Werner für eine dramaturgische Wende, die Vieles vom bisher Erzählten in Frage stellt, ja sogar umwertet – was erzähllogisch durchaus stimmig ist. Einen nachhaltigen Eindruck hinterlässt dieser ‚Tatort‘ nicht zuletzt auch durch die ebenso dynamische wie kompakte, einfalls- und abwechslungsreiche Inszenierung von Sebastian Ko. Und die Krönung ist eine Szene, in der Faber seiner jungen Kollegin zeigt, wie sich Druck abbauen lässt. Spätestens nach dieser Szene weiß man, dass hier ein Klasse-Ermittler-Duo zusammenwächst.“
Der Spiegel schrieb: „Austeilen, ausrasten, aussteigen: Der letzte ‚Tatort‘-Einsatz von Kommissar Pawlak ist ein Fest der Selbstzerlegung. Gefeiert wird mit Baseballschlägern, Fußballwetten und Dönern aus dem Müll.“
Marek Bang urteilte für kino.de und meinte: „Wer eher konservativ gestrickte Ermittlungsarbeit am Sonntagabend bevorzugt, schaut am besten in Köln vorbei, alle anderen dürfen sich auf packende Eineinhalbstunden freuen, in denen spätestens nach zwei Dritteln nichts mehr ist, wie es zu Anfang den Eindruck erweckte.“
Die Augsburger Allgemeine urteilte: „Die starken Szenen mit Pawlak, der immer tiefer in kriminelle Machenschaften verstrickt ist, Peter Faber (Jörg Hartmann), der noch immer nicht mit dem Tod seiner Kollegin Bönisch hat abschließen können, und Rosa Herzog (Stefanie Reinsperger), die in ihrer Rolle als vorübergehende Leiterin der Mordkommission um Führungsstärke ringt, stellen den eigentlichen Fall um eine Gewalttat im Sportwetten-Milieu in den Schatten. Für so stark inszenierten Tiefgang gibt es viel Beifall in den Pressestimmen.“

### Einschaltquoten
Die Erstausstrahlung von Cash am 18. Februar 2024 wurde in Deutschland von 7,97 Millionen Zuschauern gesehen und erreichte einen Marktanteil von 26,2 % für Das Erste.